# Daniel Alexandersson
Daniel Alexandersson (Falkenberg, 3 de dezembro de 1978) é um ex-jogador de futebol sueco que jogou como meio-campista ou atacante. Ele é o irmão mais novo de Niclas Alexandersson.

## Carreira
Alexandersson iniciou sua carreira juvenil no Vessigebro BK e continuou seu início na Halmstads BK, onde seu irmão e pai haviam jogado. Ele também jogou no Falkenbergs FF e no dinamarquês Viborg FF antes de ingressar no IF Elfsborg em 2005.
Durante seu mandato no IF Elsborg, ele estava no onze inicial. No Allsvenskan de 2006, ele marcou cinco gols e conquistou o ouro no Campeonato Sueco.
Em 2008, Alexandersson deixou o Elfsborg pelo IFK Göteborg, onde jogou ao lado de seu irmão Niclas, que se aposentou após a temporada de 2008. No início de 2010, Alexandersson optou por retornar ao Falkenbergs FF. Aposentou-se após a temporada de 2011.

## Biografia
Alexandersson nasceu em Falkenberg, Suécia, pai de Lennart Alexandersson, jogador de Halmstads BK na década de 1960. Ele viveu em Vessigebro quando criança, onde treinou até se mudar para Halmstad.

## Honras
IF Elfsborg:
- Allsvenskan: 
  - Campeão (1): 2006
- Supercupen: 
  - Vencedor (1): 2007

IFK Gotemburgo:
- Supercupen: 
  - Vencedor (1): 2008